# Cristoforo Maroni
Cristoforo Maroni (* vor 1387 in Rom; † 4. Dezember 1404 ebenda) war ein italienischer Geistlicher, Bischof und Kardinal der Römischen Kirche. Er wird auch unter den Nachnamen Manoni, Marone, Morone und Maron aufgeführt.

## Leben

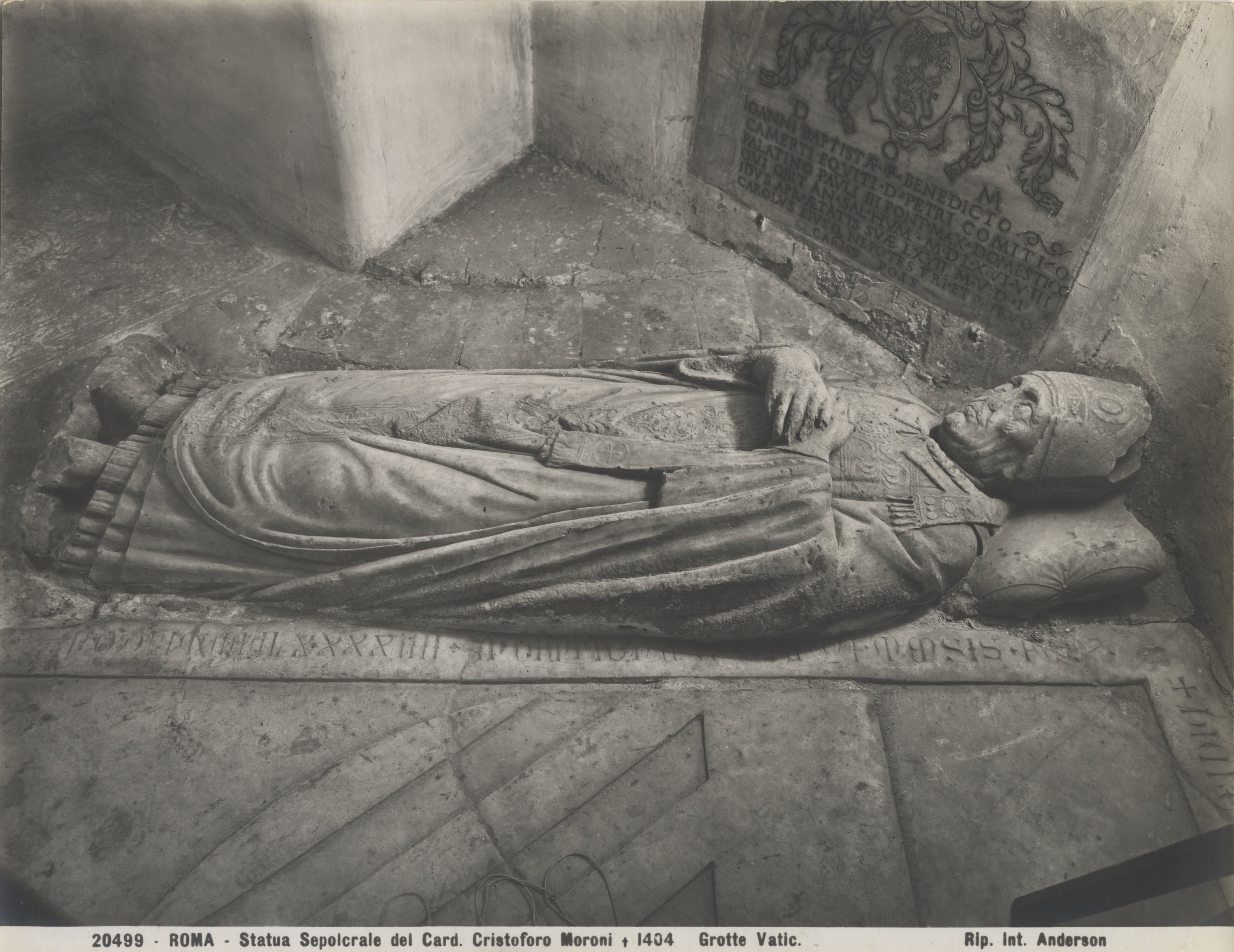
Grabstatue von Kardinal Cristoforo Maroni (Vatikanische Grotten)

1387 berief Papst Urban VI. ihn zum Bischof von Isernia und Venafro. Diesen Bischofssitz hatte er bis zu seiner Erhebung zum Kardinal inne, die am 18. Dezember 1389 erfolgte, als ihn Bonifatius IX. zum Kardinalpriester von San Ciriaco alle Terme berief. Etwa im September 1397 wurde er Erzpriester der Vatikanischen Basilika.
Gemeinsam mit den Kardinälen Francesco Carbone und Bartolomeo Carafa diente er als Schlichter in einem Streit zwischen Papst Bonifatius IX. und Paolo Savelli, einem römischen Adligen, bei dem es um die Kontrolle über eine Anzahl von Burgen ging, der Streit wurde einvernehmlich beigelegt.
Cristoforo Maroni nahm am Konklave 1404 teil, aus dem Innozenz VII. als Papst hervorging.
Er starb in Rom und wurde in der St.-Gregor-Kapelle des Petersdoms beigesetzt; sein Marmorgrabmal wurde 1574 erneuert.